# إديث روبنسون
إديث روبنسون (بالإنجليزية: Edith Robinson) هي منافسة ألعاب القوى أسترالية، ولدت في 26 فبراير 1906، وتوفيت في 7 أكتوبر 2000.

## روابط خارجية
- إديث روبنسون على موقع النتائج التاريخية لألعاب القوى الأسترالية (الإنجليزية)
- إديث روبنسون على موقع أوليمبيديا (الإنجليزية)
- إديث روبنسون على موقع اللجنة الأولمبية الأسترالية (الإنجليزية)